# 結婚天気図
結婚天気図（けっこんてんきず）は、菊池寛原作の1939年（昭和14年）公開の松竹映画。

## キャスト
- 佐分利信
- 花房広子
- 桑野通子
- 木暮実千代
- 三浦光子

## スタッフ
- 監督：蛭川伊勢夫
- 原作：菊池寛
- 音楽：篠田謹治